# الهديف (المضاربة والعارة)

تعديل مصدري - تعديل

الهديـف هي إحدى قرى عزلة العارة بمديرية المضاربة والعارة التابعة لمحافظة لحج، بلغ تعداد سكانها 27 نسمة حسب تعداد اليمن لعام 2004.